# خوسيه لويس مارتينيز (منافس ألعاب قوى)
خوسيه لويس مارتينيز (بالإسبانية: José Luis Martínez Vázquez)‏ هو منافس ألعاب قوى إسباني، ولد في 2 يوليو 1943 في ليون في إسبانيا، وتوفي في 19 أبريل 2004 في مدريد في إسبانيا.

## وصلات خارجية
- خوسيه لويس مارتينيز على موقع اللجنة الأولمبية الدولية (الإنجليزية)
- خوسيه لويس مارتينيز على موقع أوليمبيديا (الإنجليزية)